# Pierre Baugniet
Pour les articles homonymes, voir Baugniet.
Pierre Baugniet est un patineur artistique belge né le 23 juillet 1925 à Anvers (Belgique) et mort en 1981. Sa partenaire est Micheline Lannoy.  
Avec Micheline Lannoy, il est champion olympique aux Jeux olympiques de 1948, double champion du monde et champion d'Europe.

## Palmarès
| Compétition                                                                | 1944 | 1945 | 1946 | 1947 | 1948 |
| Jeux olympiques d'hiver                                                    | JA   |      |      |      | 1er  |
| Championnats du monde                                                      | CA   | CA   | CA   | 1er  | 1er  |
| Championnats d'Europe                                                      | CA   | CA   | CA   | 1er  |      |
| Championnats de Belgique                                                   | 1er  | 1er  | 1er  | 1er  |      |
| Légende : JA = Jeux olympiques d'hiver annulés ; CA = Championnats annulés |      |      |      |      |      |

## Distinctions
- Trophée national du Mérite sportif avec sa partenaire Micheline Lannoy (1947)[1]